# Safi II

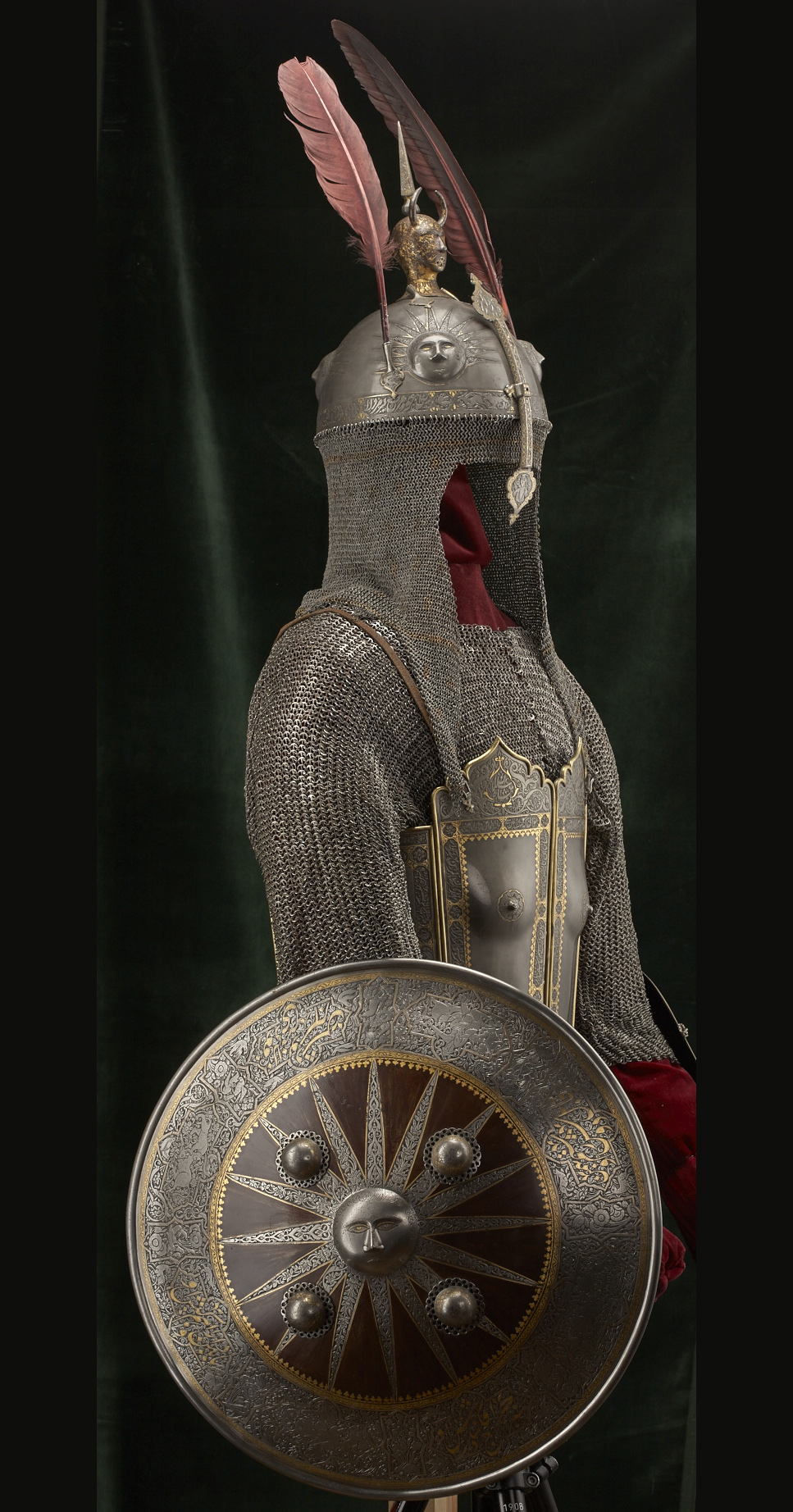
Zbroja przypisywana Safiemu II podarowana Muzeum Narodowemu w Krakowie przez Władysława Kościelskiego

Safi II w późniejszych latach znany był jako Sulejman I lub Sulejman I Wielki (شاه سلیمان, zm. 29 lipca 1694) – był szach perski z dynastii Safawidów, który panował w latach 1666–1694. Był najstarszym synem szacha Abbasa II i Nakihat Khanum, niewolnicy z plemienia Czerkiesów.

## Zły początek
Safi II został koronowany 1 listopada 1666 jako Szach Safi II. Młody władca został wychowany w haremie i nie miał doświadczenia w realnym świecie. Był także uzależniony od alkoholu i cierpiał z powodu słabego zdrowia. Pierwszy rok jego panowania był znacznym niepowodzeniem. Seria klęsk żywiołowych, w połączeniu z niszczycielskimi najazdami Kozaków Stieńki Razina na wybrzeżu Morza Kaspijskiego utwierdziły astrologów w przekonaniu, że koronacja odbyła się w nieodpowiednim czasie. Ceremonia została powtórzona w dniu 20 marca 1667. Szach przyjął imię Sulejman I.

## Rządy
Sulejman I wykazywał małe zainteresowanie działalnością rządu, wolał wycofać się do haremu. Polityczne decyzje zostawiał Wielkiemu Wezyrowi lub radzie haremu - eunuchom, których znaczenie wzrosło podczas panowania szacha. W Persji korupcja stała się powszechna, a dyscyplina armii niebezpiecznie spadła. Sulejman nie próbował wykorzystać słabości głównego rywala Persji, Imperium Osmańskiego, po poważnej porażce Turków pod Wiedniem z wojskami Polski i innymi. Persja była również atakowana przez Uzbeków i Kałmuków.

## Śmierć
Sulejman zmarł 29 lipca 1694, albo na skutek intensywnego picia, albo na chorobę - dnę. Sąd Eunuchów wybrał jego najstarszego syna, Sultan'a Husajna na następcę.